# Dele Aiyenugba
Bamidele Mathew «Dele» Aiyenugba (Jos, Nigeria, 20 de noviembre de 1983) es un futbolista nigeriano que juega como guardameta en el Kwara United de la Liga Premier de Nigeria.

## Selección nacional
Ha sido internacional con la selección de fútbol de Nigeria en 17 ocasiones.

### Participaciones en Copas del Mundo
| Mundial                        | Sede      | Resultado      | Partidos | Goles |
| ------------------------------ | --------- | -------------- | -------- | ----- |
| Copa Mundial de Fútbol de 2010 | Sudáfrica | Fase de grupos | 0        | 0     |

### Participaciones en Copas Africanas
| Copa                           | Sede   | Resultado        | Partidos | Goles |
| ------------------------------ | ------ | ---------------- | -------- | ----- |
| Copa Africana de Naciones 2006 | Egipto | Tercer lugar     | 0        | 0     |
| Copa Africana de Naciones 2008 | Ghana  | Cuartos de final | 0        | 0     |
| Copa Africana de Naciones 2010 | Angola | Tercer lugar     | 0        | 0     |

## Clubes
| Club            | País    | Año       |
| --------------- | ------- | --------- |
| Kwara United    | Nigeria | 1998-2000 |
| Enyimba         | Nigeria | 2001-2007 |
| Bnei Yehuda     | Israel  | 2007-2016 |
| Hapoel Ashkelon | Israel  | 2016-2018 |
| Hapoel Iksal    | Israel  | 2018-2019 |
| Hapoel Afula    | Israel  | 2019      |
| Kwara United    | Nigeria | 2020-     |

## Palmarés

### Campeonatos nacionales
| Título                  | Club        | País    | Año  |
| ----------------------- | ----------- | ------- | ---- |
| Liga Premier de Nigeria | Enyimba     | Nigeria | 2002 |
| Liga Premier de Nigeria | Enyimba     | Nigeria | 2003 |
| Supercopa de Nigeria    | Enyimba     | Nigeria | 2003 |
| Liga Premier de Nigeria | Enyimba     | Nigeria | 2005 |
| Copa de Nigeria         | Enyimba     | Nigeria | 2005 |
| Liga Premier de Nigeria | Enyimba     | Nigeria | 2007 |
| Liga Leumit             | Bnei Yehuda | Israel  | 2015 |

### Copas internacionales
| Título                      | Club    | Sede    | Año  |
| --------------------------- | ------- | ------- | ---- |
| Liga de Campeones de la CAF | Enyimba | Aba     | 2003 |
| Supercopa de la CAF         | Enyimba | Enyimba | 2004 |
| Liga de Campeones de la CAF | Enyimba | Susa    | 2004 |
| Supercopa de la CAF         | Enyimba | Enyimba | 2005 |